# Archiviste
Pour les articles homonymes, voir Archiviste (homonymie) et Conservateur.
L'archiviste est un professionnel de l'information chargé de la gestion des archives.
Dans certaines cultures, en particulier dans les régions francophones qui ont une définition englobante de ce que sont les archives, le terme d'« archiviste » s'applique indifféremment à toute personne gérant des documents, quels qu'en soient l'âge ou l'usage.
Dans d'autres cultures, en particulier dans le monde anglo-saxon, le terme d'« archiviste » désigne spécifiquement les personnes chargées de conserver des archives historiques, alors que le terme de « records manager » est utilisé pour le professionnel chargé de la  gestion des documents.

## Mission et déontologie
L'archiviste a pour mission de garantir et contrôler l'accès à long terme à l'information consignée et organique et de faire connaître ce patrimoine.
Selon le code de déontologie adopté par le Conseil international des archives (CIA) le 6 septembre 1996 :
1. Assurer l’intégrité et l’authenticité des documents archivés, pour faire de ceux-ci des gardiens fiables de la mémoire du passé ;
2. Respecter le principe de provenance et l’ordonnancement initial des documents ;
3. Préserver les documents de façon qu’ils restent utilisables continuellement ;
4. En user impartialement vis-à-vis de tous les partenaires et tiers intéressés.

La déontologie chez les archivistes a été formalisée depuis les années 1950 en Amérique du Nord.

## Activités de l'archiviste
L'archiviste est le gardien des archives dont il a la charge, il en assume notamment la conservation, la diffusion et la valorisation. L'archivage couvre l'intégralité de la chaîne documentaire archivistique,, quel que soit le support de l'information.

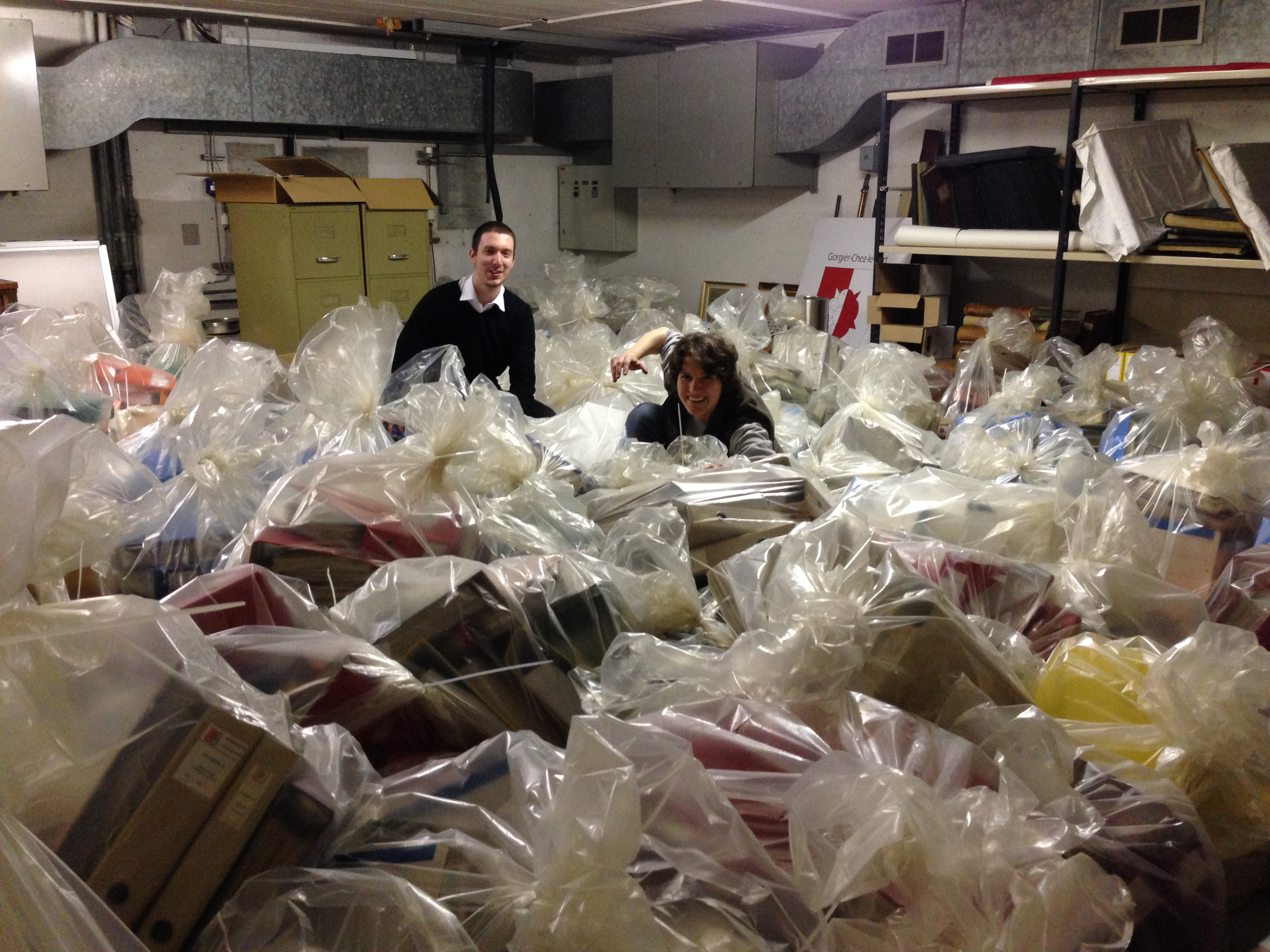
Deux archivistes faisant du tri d'archives dans un local.
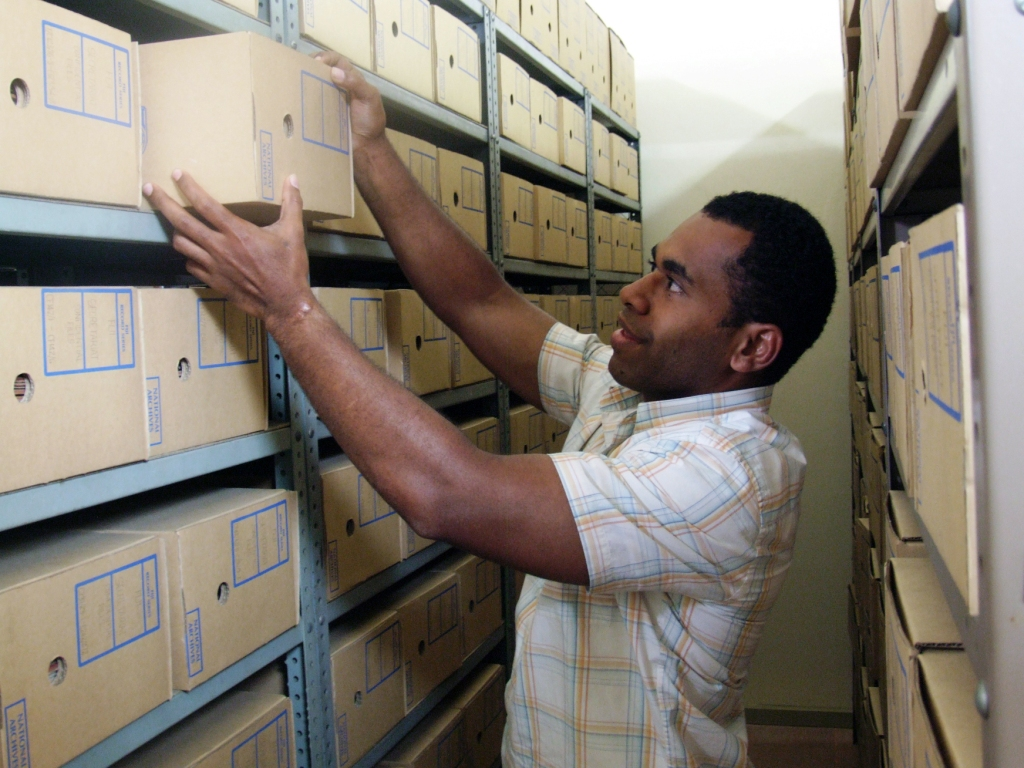
Un archiviste rangeant des boîtes d'archives dans un dépôt sécurisé.
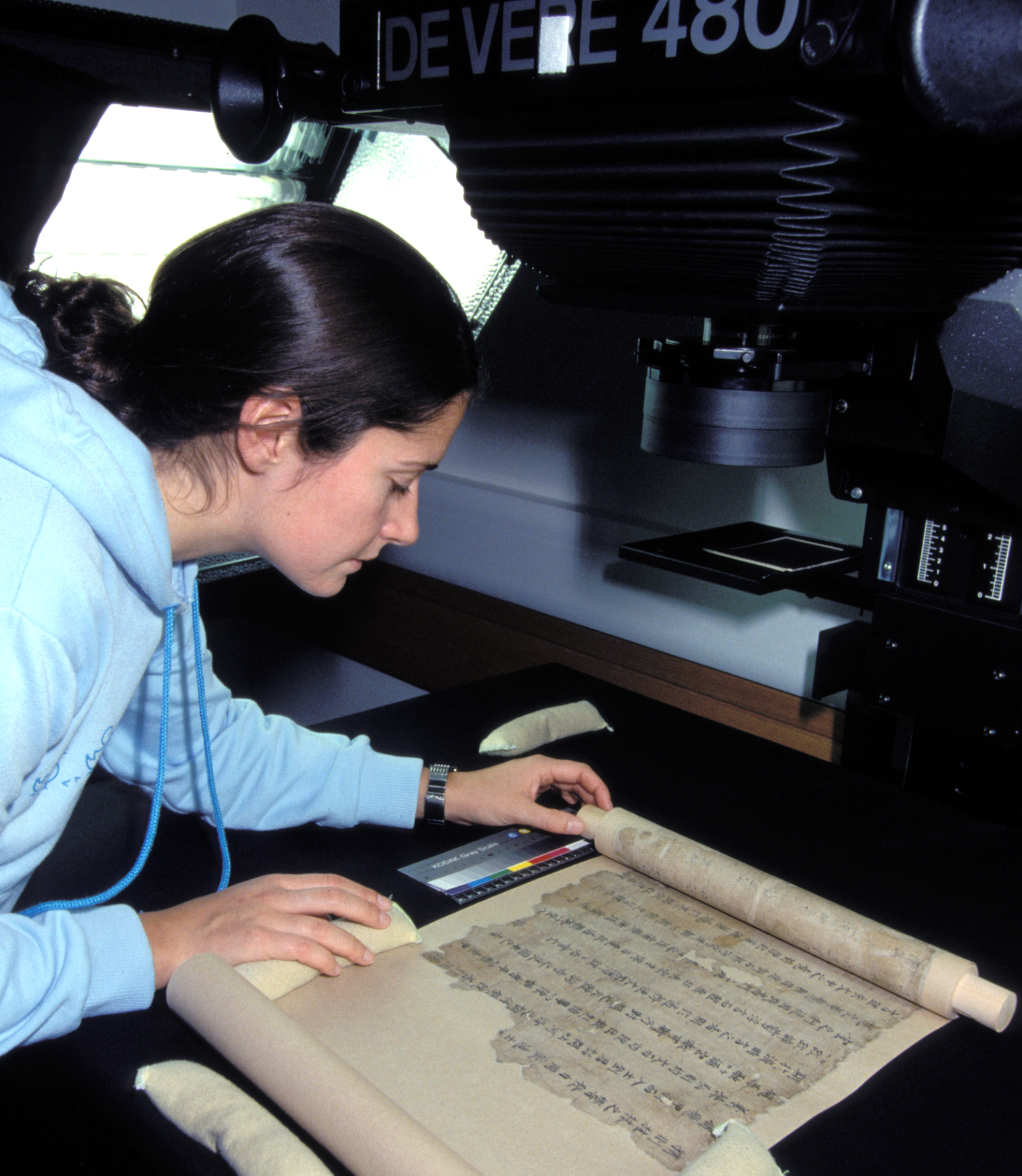
Une archiviste préparant un document ancien pour le numériser.
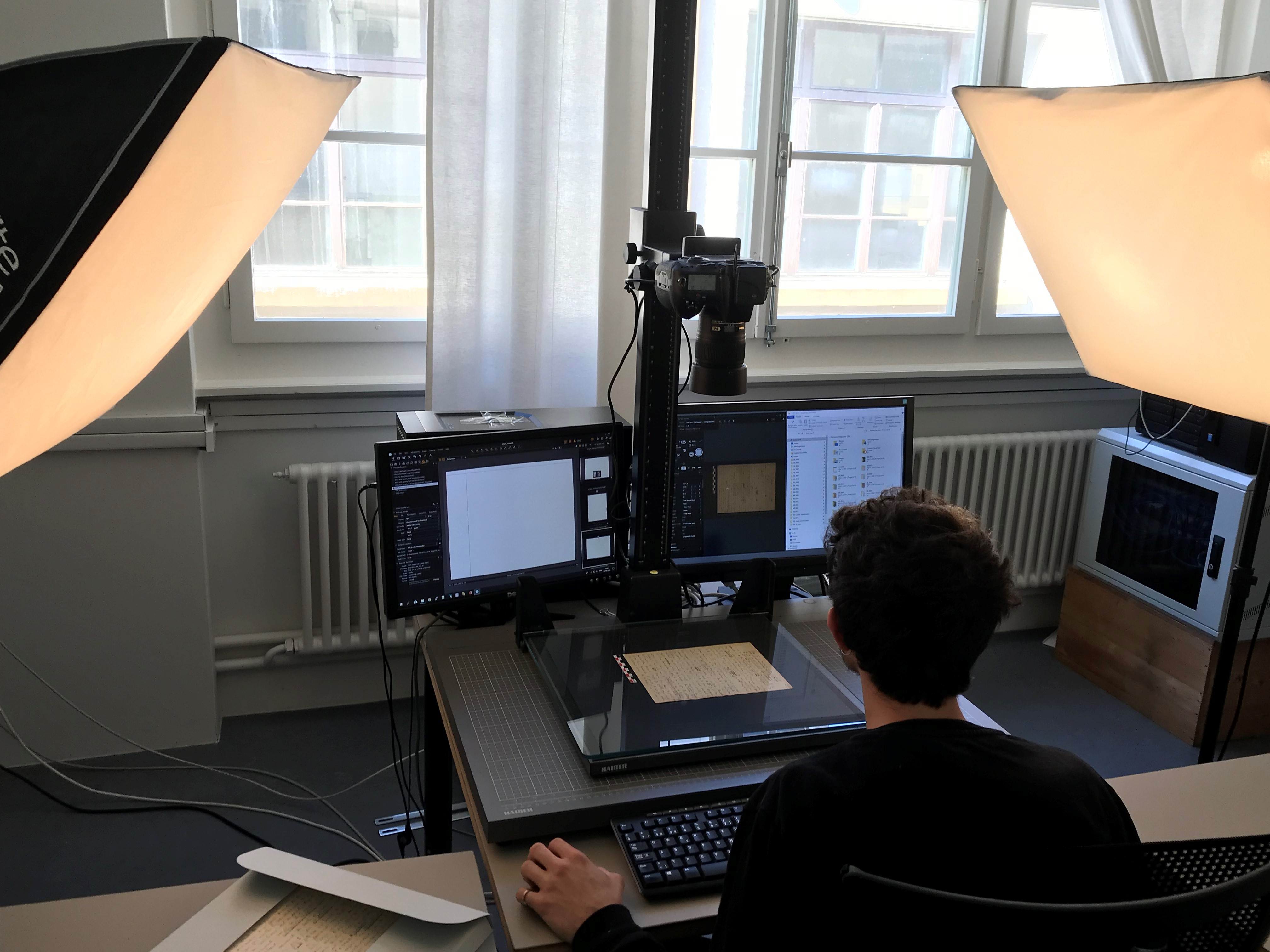
Un archiviste numérisant des documents pour favoriser leur diffusion.

Les activités de l'archiviste sont d'ordre scientifiques et techniques, organisationnelles, culturelles et de formation.
Les activités de l'archiviste suivent les principes de l'archivistique.
Au bout du compte, la finalité du travail est de satisfaire l'utilisateur qui recherche de l'information. Les archives publiques relèvent de l'intérêt public.

## Historique de la profession
L'histoire de la profession d'archiviste est intimement liée à l'histoire de l'écriture, car l'archiviste contrôle l'accès et la préservation de traces écrites (quel que soit le support et le système d'écriture).

### Le «gardien de la mémoire» comme homme de pouvoir (Antiquité)
À l'origine, l'archiviste est un homme de pouvoir qui garde les textes des lois.
Ainsi, dans la Grèce antique, le métier d'archiviste était rempli par des magistrats :

« Une autre classe de fonctionnaires est chargée de l’enregistrement des actes passés entre particuliers, et des arrêts rendus par les tribunaux. Ce sont eux aussi qui doivent recevoir la déclaration des poursuites et des instances judiciaires. Parfois cette dernière magistrature se divise en plusieurs autres ; mais elle n’en a pas moins toutes les attributions que je viens d’énumérer. Ceux qui la remplissent sont appelés Archivistes [hieromnemon], Greffiers [en fait épistate pour « surveillant » ou « superviseur »], Conservateurs [mnemon pour « gardien de la mémoire »], ou désignés par tout autre nom pareil. »

— Aristote, La Politique, livre VII, chapitre 5, §4
Dans l'Athènes hellénistique (depuis le IIe siècle av. J.-C.), les archives de la cité sont conservées dans le Métrôon (ancien bâtiment de la Boulè d'Athènes) sur l'agora, au cœur de la vie civique.
Dans la Rome antique, les archives de l'État conservées dans le tabularium sont également gérées par des magistrats : les censeurs, puis les questeurs.

### L'«archivaire» comme secrétaire ou notaire (XVesiècle)
Au Moyen Âge, la fonction d'« archivaire » (terme attesté depuis le XVe siècle) est plutôt remplie par des clercs, des secrétaires (littéralement « qui conservent des secrets ») ou des chanceliers.
Ainsi, la garde des archives du roi de France Philippe Le Bel est confiée en 1307 au clerc Pierre d’Étampes dont les fonctions sont décrites ainsi :

« Qu’il voie, examine, mette en ordre et range dans les armoires les lettres, chartes et privilèges, afin de les conserver le mieux possible pour qu’ils soient le plus sûrement et le plus facilement utilisables lorsqu’il sera nécessaire. Et qu’il fasse tout ce qu’il faut pour les conserver sûrement et les retrouver rapidement. »

— Philippe Le Bel, Lettres de commission, 1309
Le métier d'archiviste se professionnalise à partir du XVIIe siècle avec les débuts de la diplomatique et le système de la « Registratur » en Allemagne. De clercs, les archivistes deviennent notaires. Dans les pays d'Europe centrale, la fonction de « registrateur » apparaît dans les administrations au XVIIIe siècle. Le terme d'« archiviste » (formé avec le suffixe -iste plus scientifique) apparaît en français à cette même époque et remplace de plus en plus le terme d'« archivaire ».

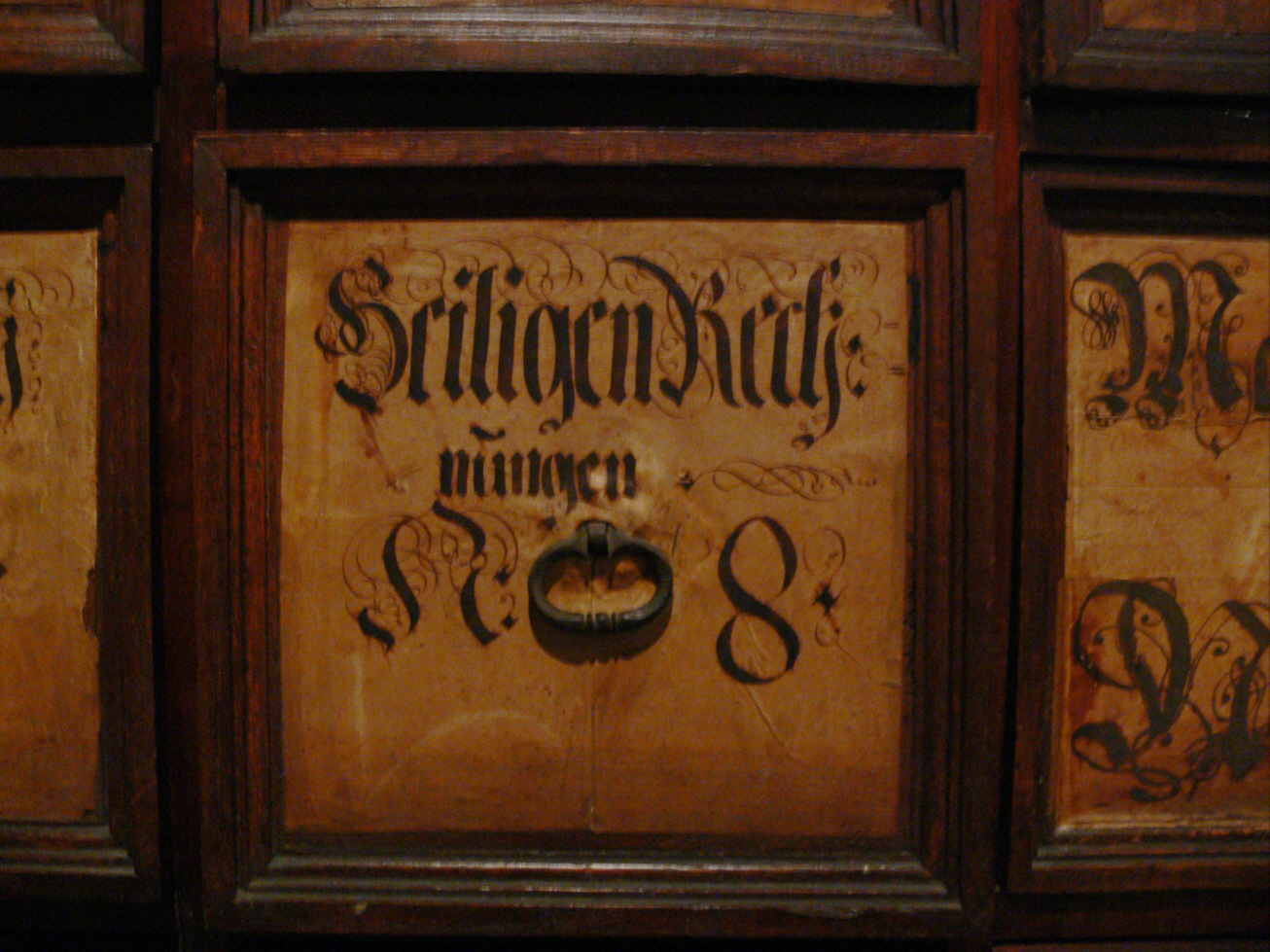
Détail d'une armoire d'archives de l'hôpital de Biberach an der Riß, datant de 1617.
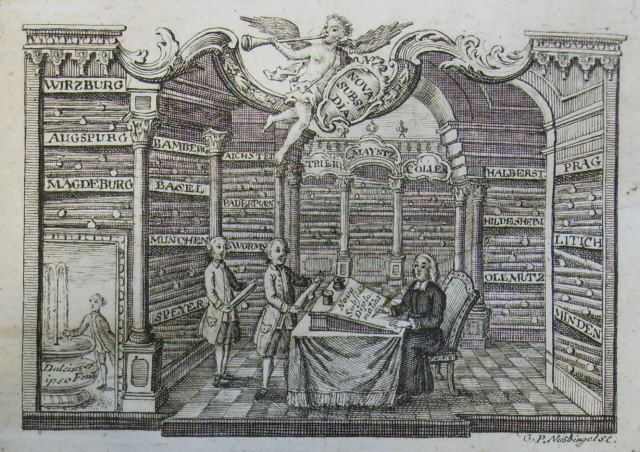
Évêque auxiliaire de Worms dans ses archives en 1770.

### L'«archiviste» scientifique et historien (XVIIIesiècle)
Après la Révolution française, avec l'entrée de l'archivistique dans le giron des sciences auxiliaires de l'histoire, l'archiviste devient un historien érudit. Pendant tout le XIXe siècle et une bonne partie du XXe siècle, il ne garantit plus l'accès à des textes de droit, mais à des sources historiques. Il doit bénéficier de solides connaissances techniques (diplomatique, paléographie, sigillographie, héraldique) qu'il acquiert dans des écoles spécialisées nouvellement créées (par exemple dans les écoles italiennes dès le début du XIXe siècle ou à l'École nationale des chartes en France dès 1821).

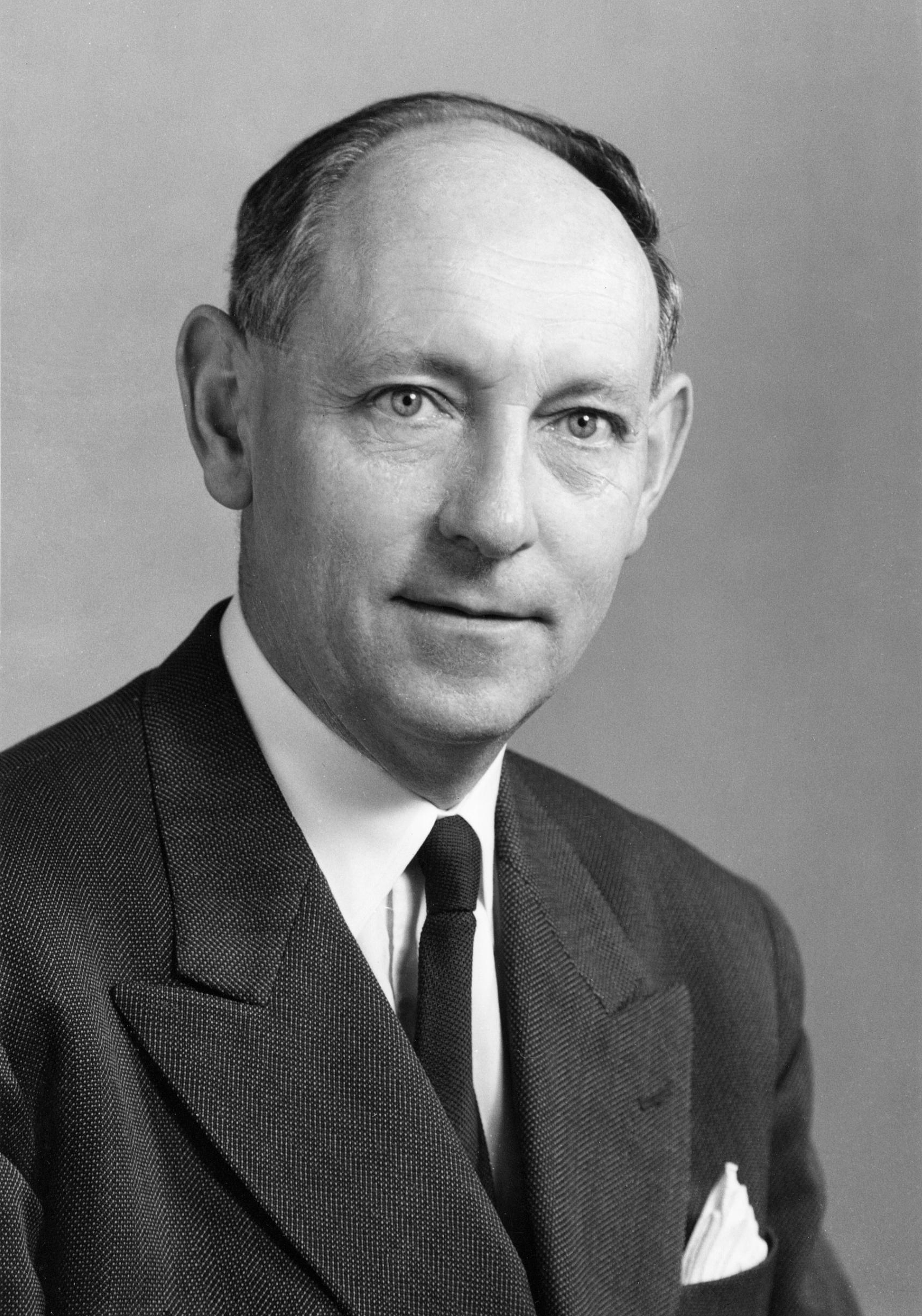
Louis Junod, historien, professeur d'université et directeur des Archives cantonales vaudoises.
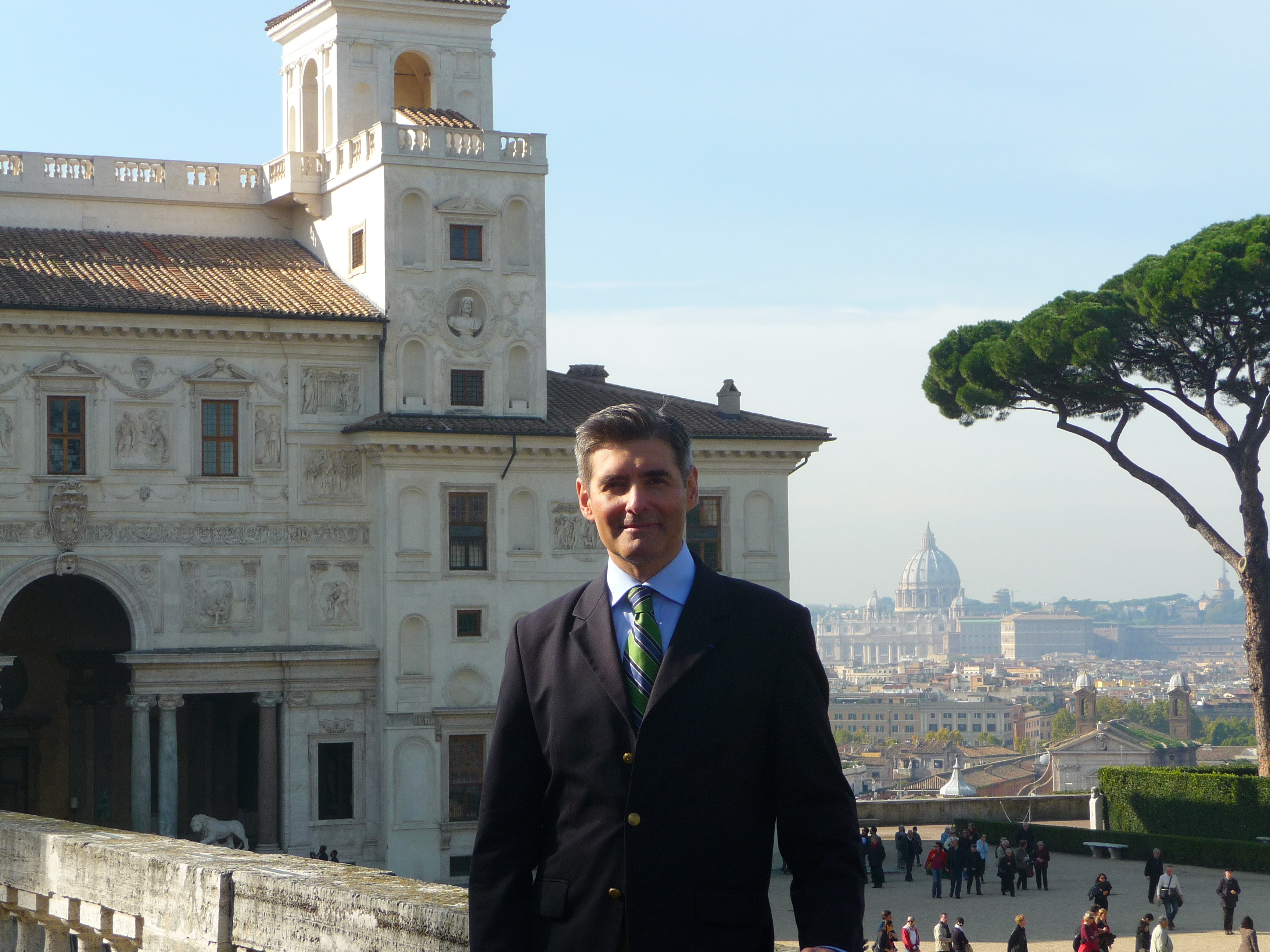
Jean-François Delmas, archiviste-paléographe.

### Le «record manager» gestionnaire (XXesiècle)

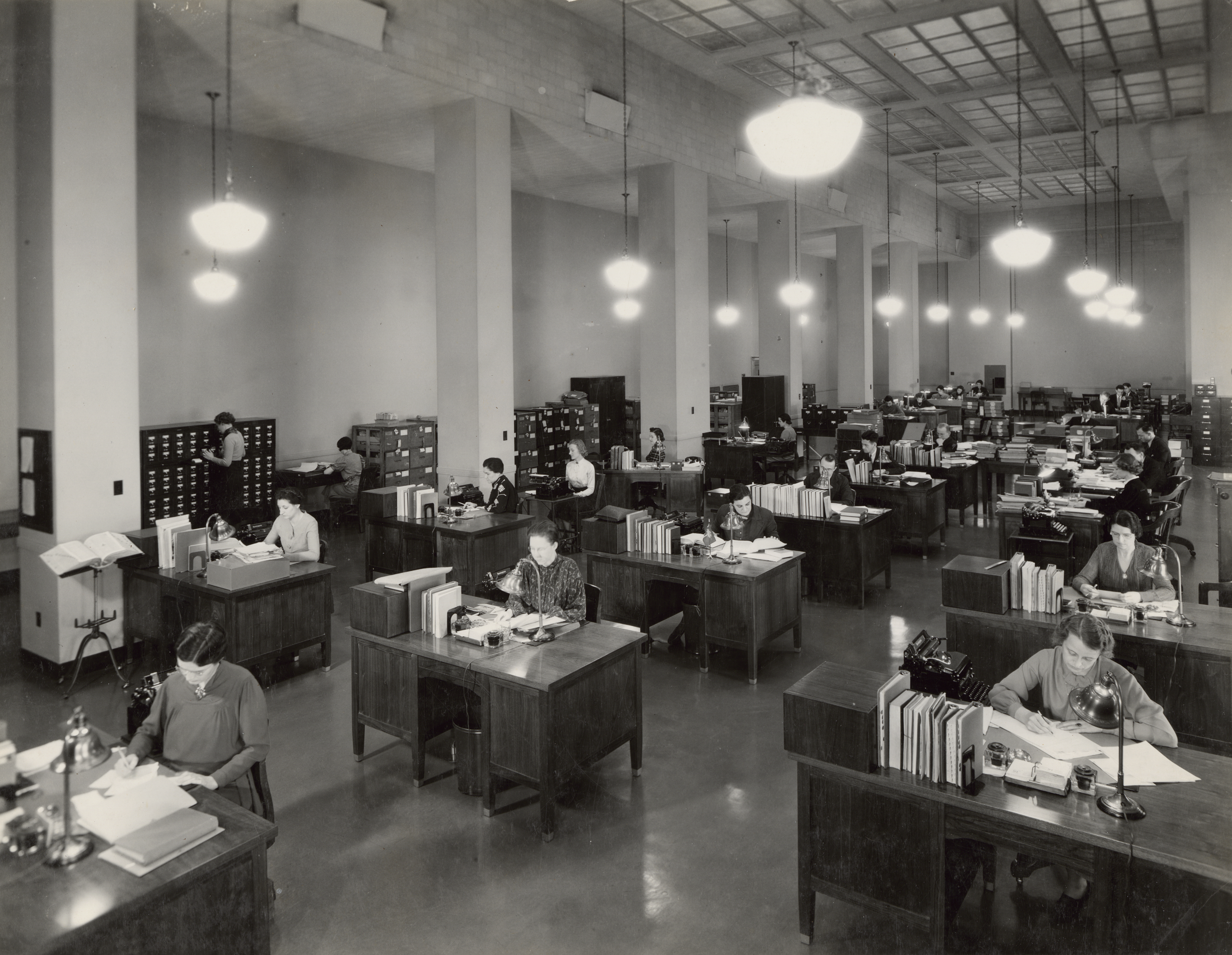
Fonctionnaires de la National Archives and Records Administration à Washington DC, États-Unis en 1937.

En raison de la normalisation accrue du métier depuis les années 1970 et de l'informatisation croissante des supports, l'archiviste a repris sa fonction juridique à laquelle il a ajouté une fonction de gestionnaire de ressources : il est devenu un gestionnaire d'information. Parallèlement, il conserve son rôle social dans la valorisation du patrimoine écrit.

## Place des femmes dans le métier d'archiviste

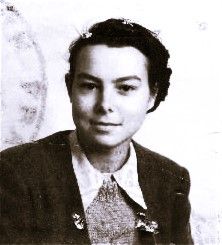
Photo d'identité de Léonce Bouyssou.

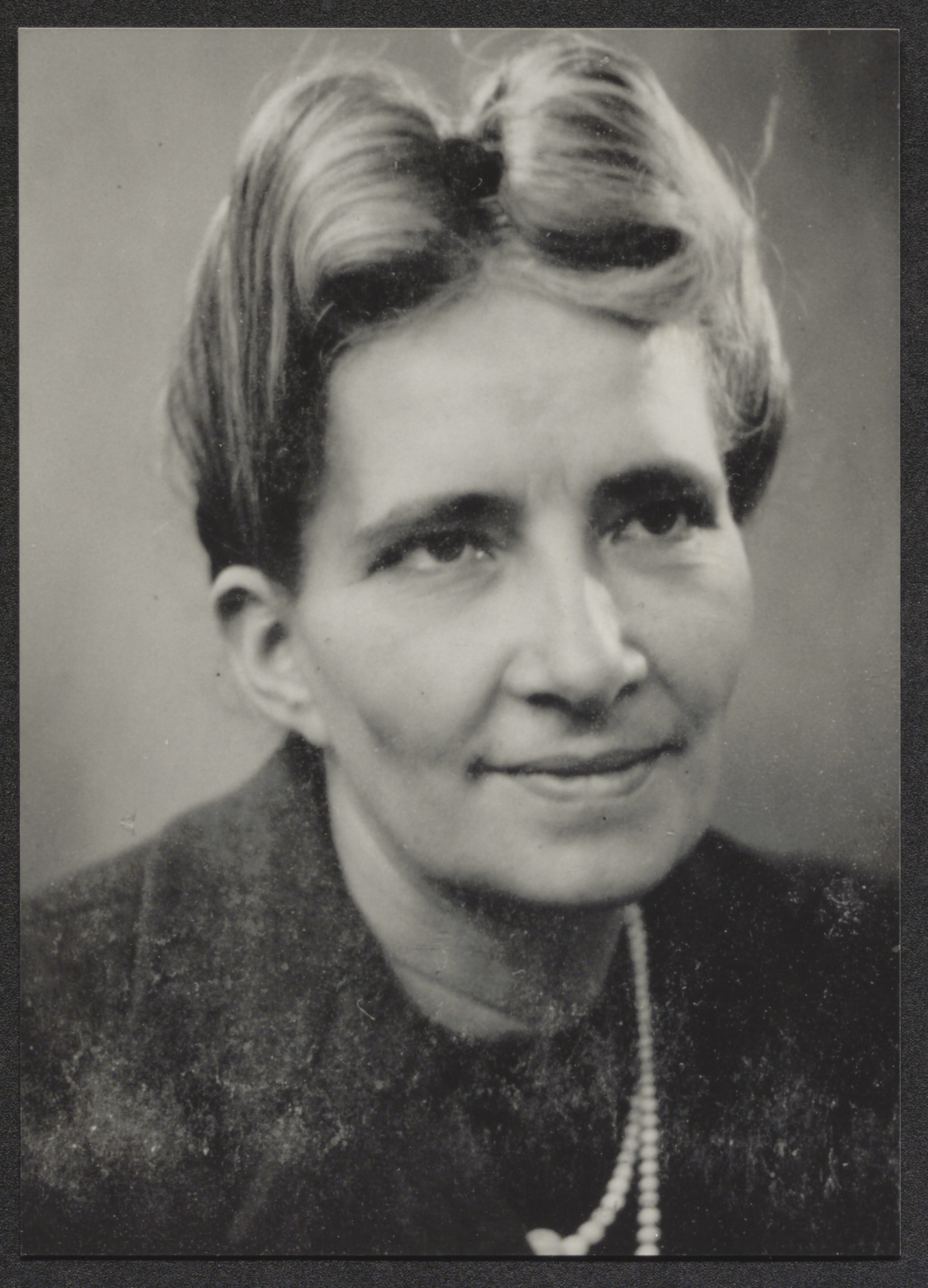
Marie-Josèphe Le Cacheux (1906-1993)

Marie-Josèphe Le Cacheux (1906-1993), archiviste et historienne française est l'une des deux premières femmes, avec Léonce Bouyssou, à diriger un service d'archives départementales en France. Durant sa carrière, elle préside à la renaissance du patrimoine écrit du Calvados après la bataille de Normandie, ainsi qu'à la construction d'un nouveau bâtiment des archives du Calvados. Elle est promue conservatrice d'archives de 1ère classe par arrêté du 6 mai 1957, conservatrice en chef en 1969, et admise à la retraite comme conservatrice en chef honoraire en 1970. Elle est l'une des premières archivistes-paléographes à être promue conservatrice en chef sur un poste en province. Simone de Saint-Exupéry est une des premières femmes à entrer à l'école des Chartes.

## Contexte professionnel
L'archiviste travaille soit dans l'organisme qui produit les documents à archiver (administration, entreprise, association, etc.) et pour répondre aux besoins et aux obligations légales de cet organisme, soit dans un organisme externe au producteur (institution publique ou privée) qui traite, conserve et/ou communique des archives, souvent à vocation patrimoniale.

## Compétences et niveaux de qualification
L'Euroréférentiel I&D décrit 33 domaines de compétences pour les professionnels de l'information (dont les archivistes) :
- Compétences en information documentaire : relations avec les usagers et les clients, compréhension du milieu professionnel, application du droit de l’information, gestion des contenus et des connaissances, identification et validation des sources d’information, analyse et représentation de l’information, recherche de l’information, gestion des collections et des fonds, enrichissement des collections et des fonds, traitement matériel des documents, aménagement et équipement, conception de produits et services
- Compétences technologiques
- Compétences en communication
- Compétences en management

En fonction de son institution ou de son rôle, l'archiviste peut avoir d'autres savoirs issus d'autres disciplines (juridiques, historiques, économiques, linguistiques, statistiques, etc.), par exemple connaître le droit dans la mesure où les archives sont d'abord des preuves et où l'archiviste doit sélectionner celles qui seront utiles pour défendre ou établir des droits (notamment en cas de procès), connaître l'histoire puisque les archives sont aussi des sources pour la recherche historique et que l'archiviste doit les sélectionner en fonction de l'utilité qu'elles peuvent avoir pour l'historien actuel et futur.

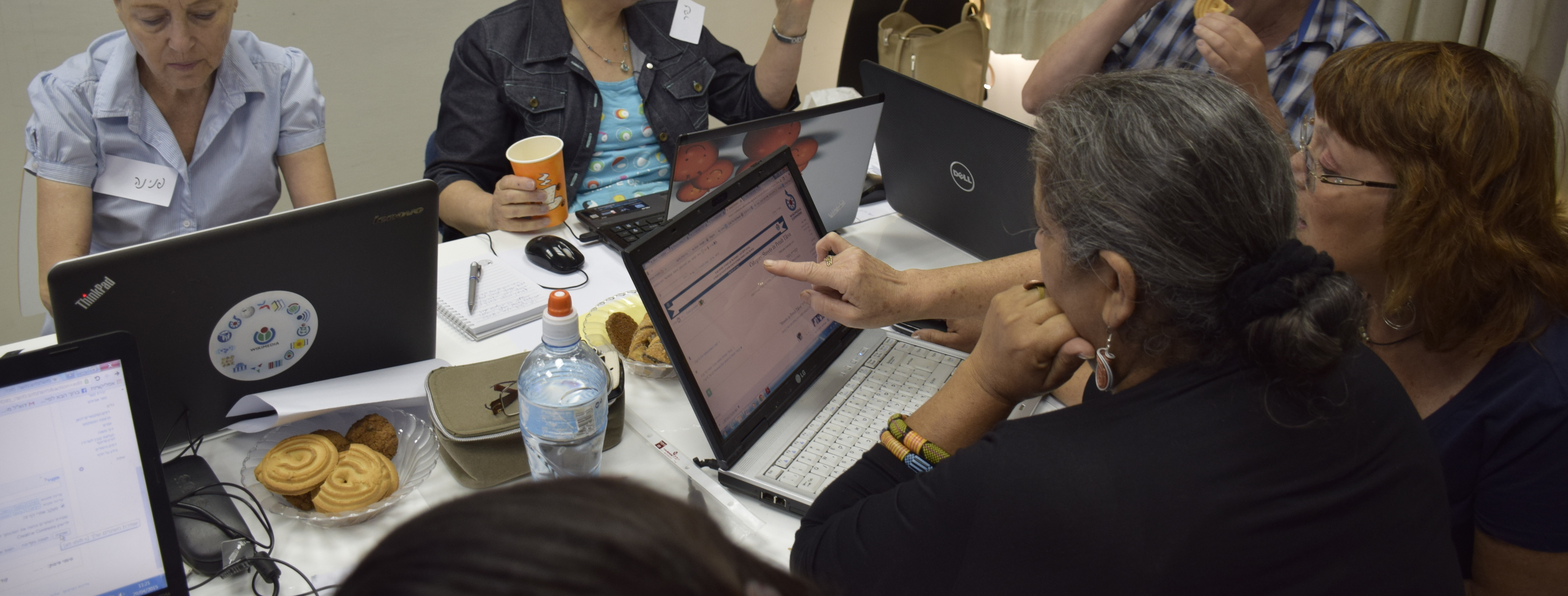
Des archivistes acquièrent de nouvelles compétences en se formant à des projets Wikimedia.

Les niveaux de qualification, chez les archivistes comme chez les autres professionnels de l'information, sont au nombre de quatre : assistant, technicien, manager et expert.
Plus spécifique aux archivistes (et au cadre français), le Référentiel métiers de l'Association des archivistes français décrit des compétences dans le domaine du cadre réglementaire et organisationnel, dans le domaine de la conservation, de la collecte et du traitement, dans le domaine de la communication, dans le domaine de la valorisation et dans le domaine de la conduite de projet.
Plus que d'autres professions, les archivistes sont tenus au secret professionnel. Par ailleurs, les compétences demandées pour les archivistes ont tendance à transcender les différentes professions des sciences de l'information.

## Formation

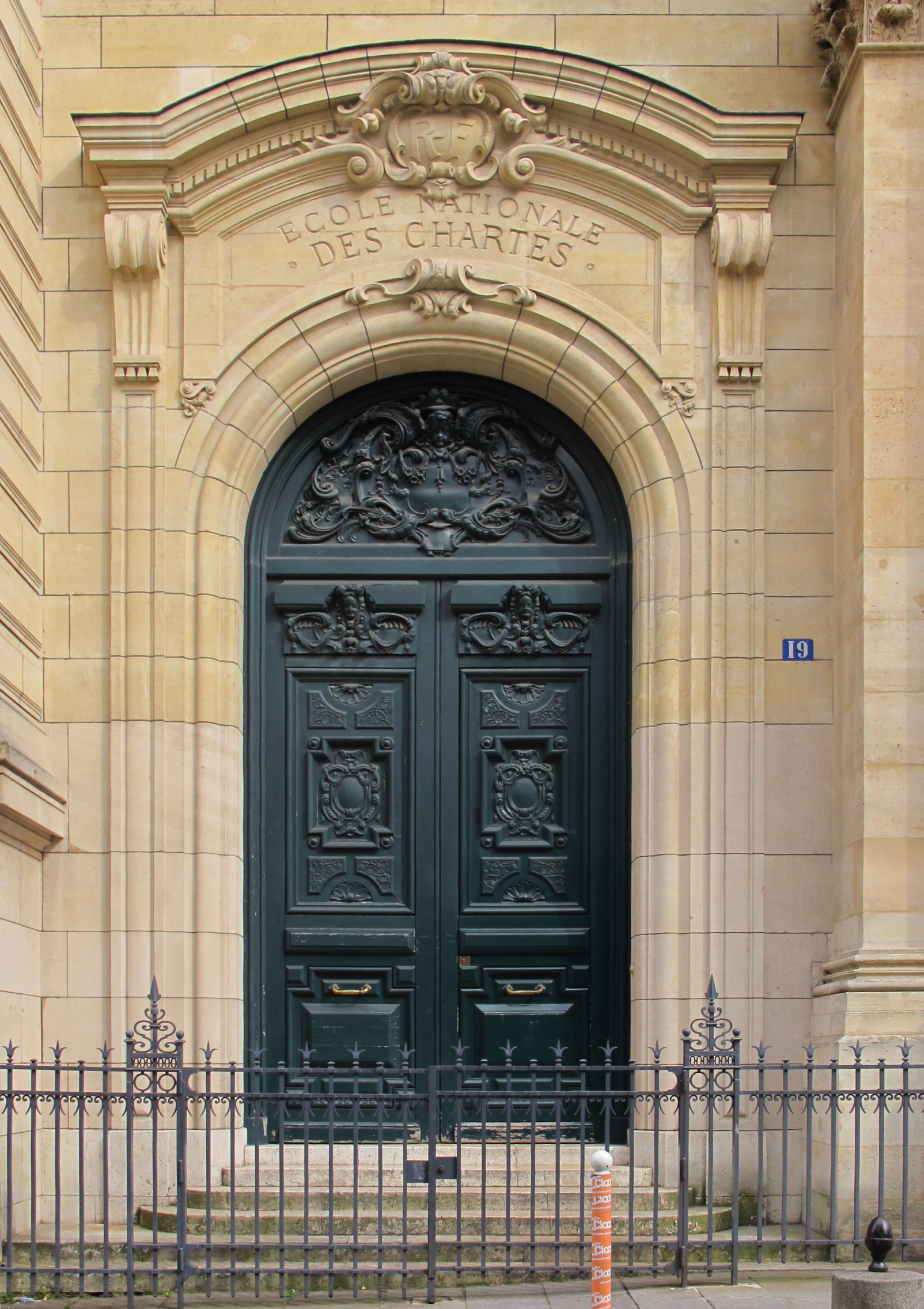
Entrée de l'École des Chartes à Paris qui forme des archivistes paléographes.

Alors qu'il existe des archivistes depuis la plus haute Antiquité, la professionnalisation du métier n'est pas très ancienne. Les premières méthodes en archivistique datent du XVIIe siècle et les premières formations ne sont dispensées, comme discipline pédagogique, que depuis le XIXe siècle en Italie, en Allemagne et en France.
Dans la plupart des programmes européens et américains jusqu'aux années 1930, la formation des archivistes est dominée par un enseignement universitaire en histoire et est dispensée dans des écoles et des facultés relevant d'universités de lettres et de sciences humaines. On constate d'ailleurs que, dans beaucoup de régions, la direction des archives nationales (ou des archives cantonales en Suisse) est confiée à des archivistes qui sont aussi professeurs d'histoire.
Après la Seconde Guerre mondiale, les écoles d'archivistique se multiplient dans le monde et, en raison de l'expansion de l'activité gouvernementale et de la production croissante de documents, se détournent petit à petit de l'histoire pour s'aligner sur les méthodes et les formations développées par la bibliothéconomie et par les sciences de l'information. Bien que la provenance des documents diffère entre l'archivistique et la bibliothéconomie, les opérations de la chaîne documentaire restent similaires dans les deux domaines, ainsi que la finalité du travail (retrouver l'information pour l'utilisateur).
Paul Delsalle distingue quatre types d'écoles dans lesquelles un enseignement d'archivistique est donné :
1. Écoles spécialisées en archivistique, paléographie et diplomatique, à l'origine essentiellement tournées vers les documents anciens : par exemple les dix-sept écoles italiennes (Scuole di archivistica, paleografia e diplomatica) dépendant des différentes archives d'État (Archivi di Stato), l'École nationale des chartes formant des archivistes-paléographes en France, l'École de Vienne, l'École de Marbourg en Allemagne ou l'école d'archivistique (Archiefschool) aux Pays-Bas.
2. Écoles des sciences de l'information et de la documentation axée principalement sur la gestion des documents (records management).
3. Écoles de bibliothéconomie où l'enseignement archivistique est second : École de bibliothéconomie et des sciences de l'information à Montréal, Haute école de gestion de Genève en Suisse, l'École des Sciences de l'information au Maroc, etc.
4. Écoles historiques, universités, qui dispensent un programme de formation pour les archivistes à l'intérieur d'une formation historique, par exemple en Europe de l'Est, mais aussi dans certains instituts ou universités en France, en Grande-Bretagne et aux États-Unis.

Dans les pays anglo-saxons, la gestion des archives historiques et la gestion des documents (records management) font en général l'objet de deux programmes de formation distincts.

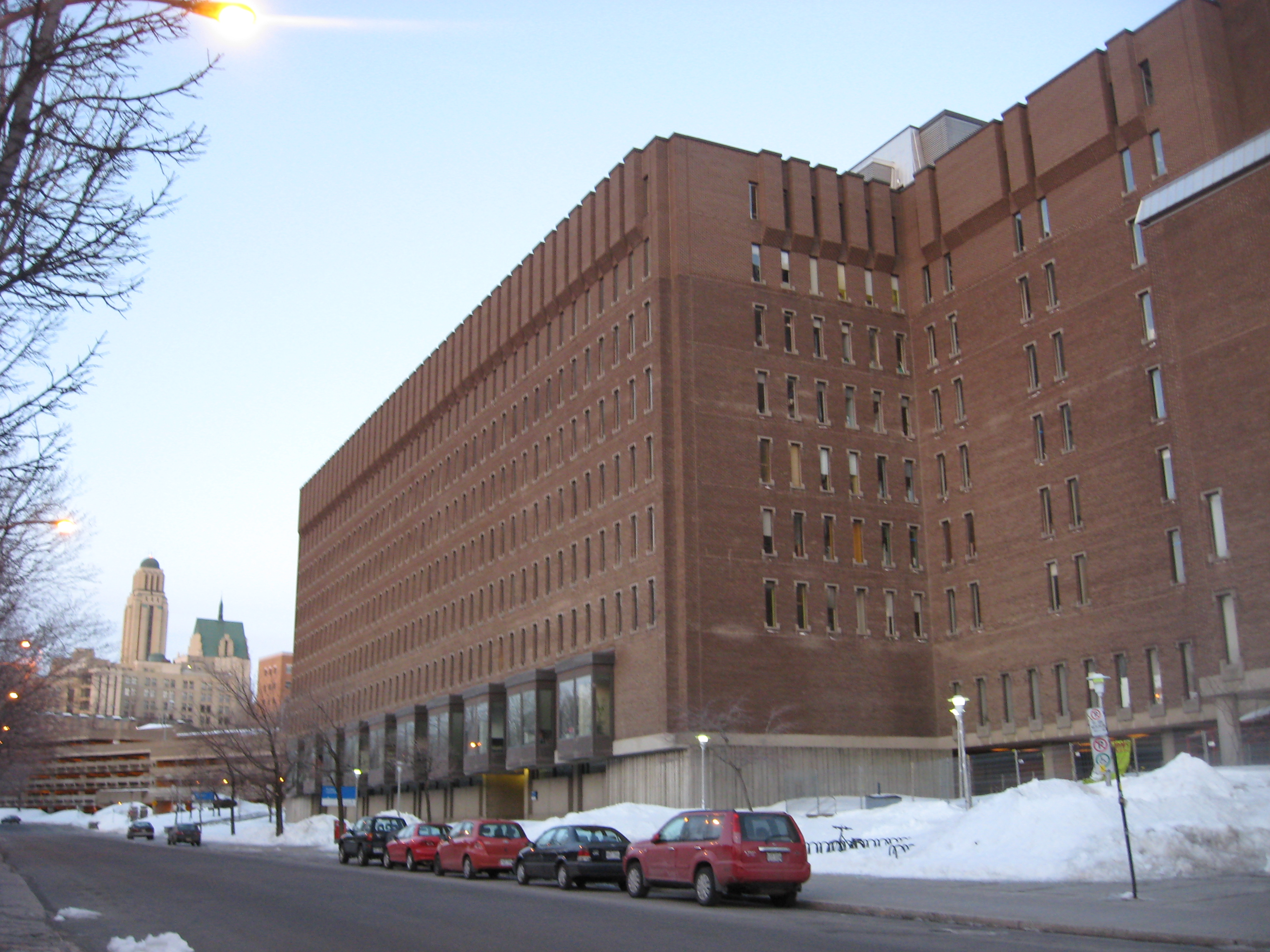
Pavillon Lionel-Groulx à l'Université de Montréal où se trouve l'École de bibliothéconomie et des sciences de l'information (EBSI) qui forme bibliothécaires, archivistes, documentalistes, etc. francophones en Amérique du Nord.

Certaines écoles délivrent des diplômes pratiques, formant des techniciens chargés d'implanter les outils archivistiques développés par les archivistes titulaires de diplômes supérieurs (licences ou maîtrise). Dans certains pays, certains diplômes ou accréditations sont obligatoires pour accéder à certaines fonctions (entrée par concours dans la fonction publique française, certifications des associations professionnelles pour travailler dans les services d'archives d'Amérique du Nord).
Au sein du Conseil international des archives, la Section pour l'enseignement de l’archivistique et la formation des archivistes a pour objectif de « fournir un réseau pour les enseignants en archivistique avec but de développer une méthodologie et de créer des outils qui serviront d’abord pour l'enseignement de l’archivistique, et aussi pour davantage contribuer au développement de la profession ».
Le Portail international archivistique francophone (PIAF) offre par ailleurs des cours d'introduction en ligne par des archivistes de toute la francophonie.

## Organisations professionnelles et réseaux

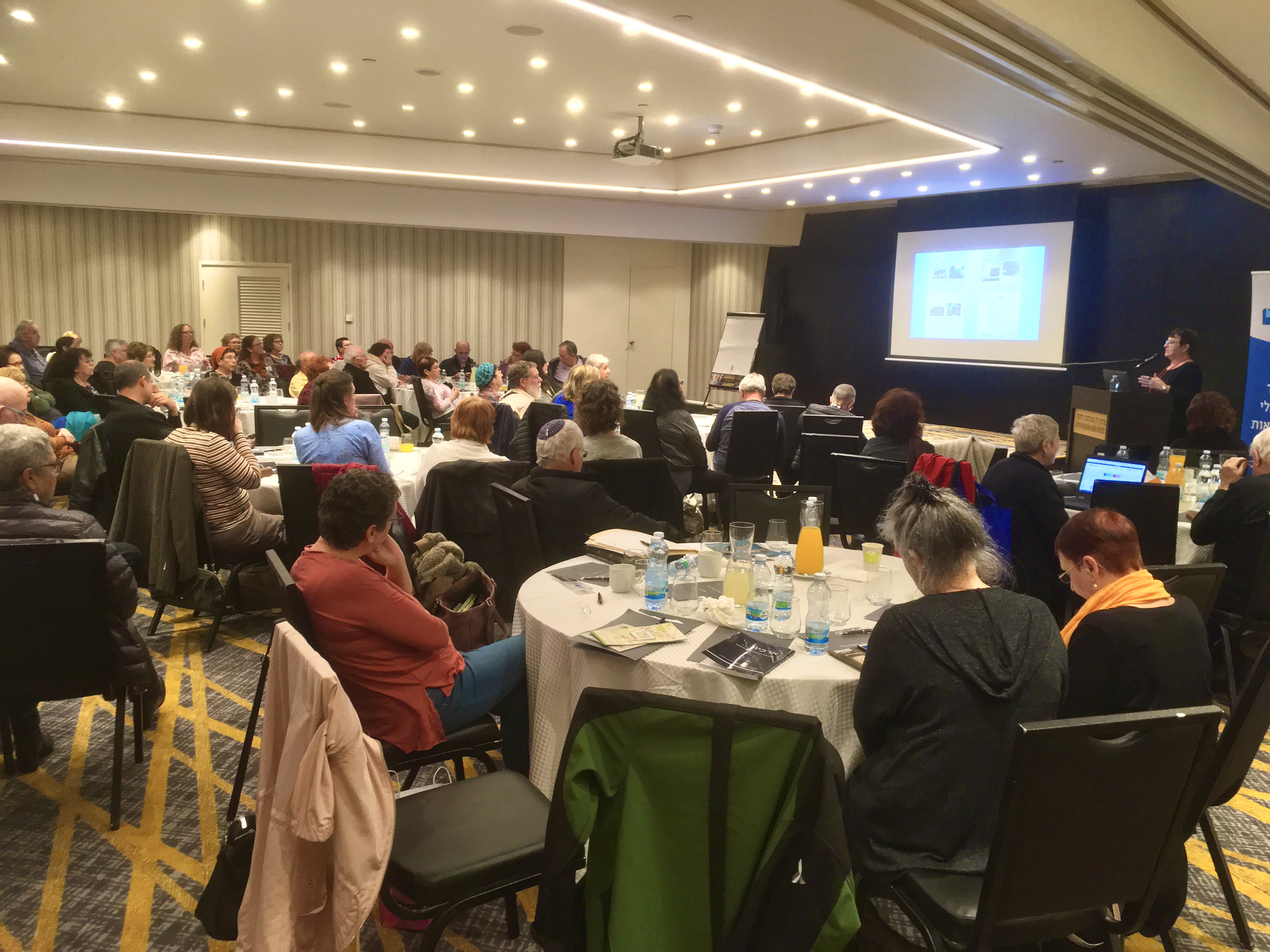
Conférence annuelle de l'Association des archivistes israéliens en 2019.

En raison des mutations importantes dans le monde de la gestion de l'information, le monde des archivistes est très connecté. Les archivistes sont organisés en réseaux notamment pour échanger et partager leurs connaissances. Il existe des réseaux par région, par métier, par langue, etc. Ces réseaux peuvent prendre la forme d'associations professionnelles, d'espaces informels de discussion et de centres de compétences spécialisés.
Le Conseil international des archives (CIA) est la principale ONG du milieu archivistique au niveau mondial. Ses membres sont des institutions, des associations et des archivistes individuels. Le CIA s'inspire des travaux entrepris par des associations nationales ou régionales et édicte des recommandations à portée internationale : par exemple les normes de description ISAD(G) et ISAAR(CPF) inspirées des Règles de description d'archives ou de la Déclaration internationale sur les archives.
L'Association internationale des archives francophones (AIAF), soutenue par les archivistes francophones et leurs associations (en France, au Québec, en Suisse et en Belgique en particulier), favorise les échanges internationaux au moyen de formations et du Portail international d'archivistique francophone qui est une base de ressources.

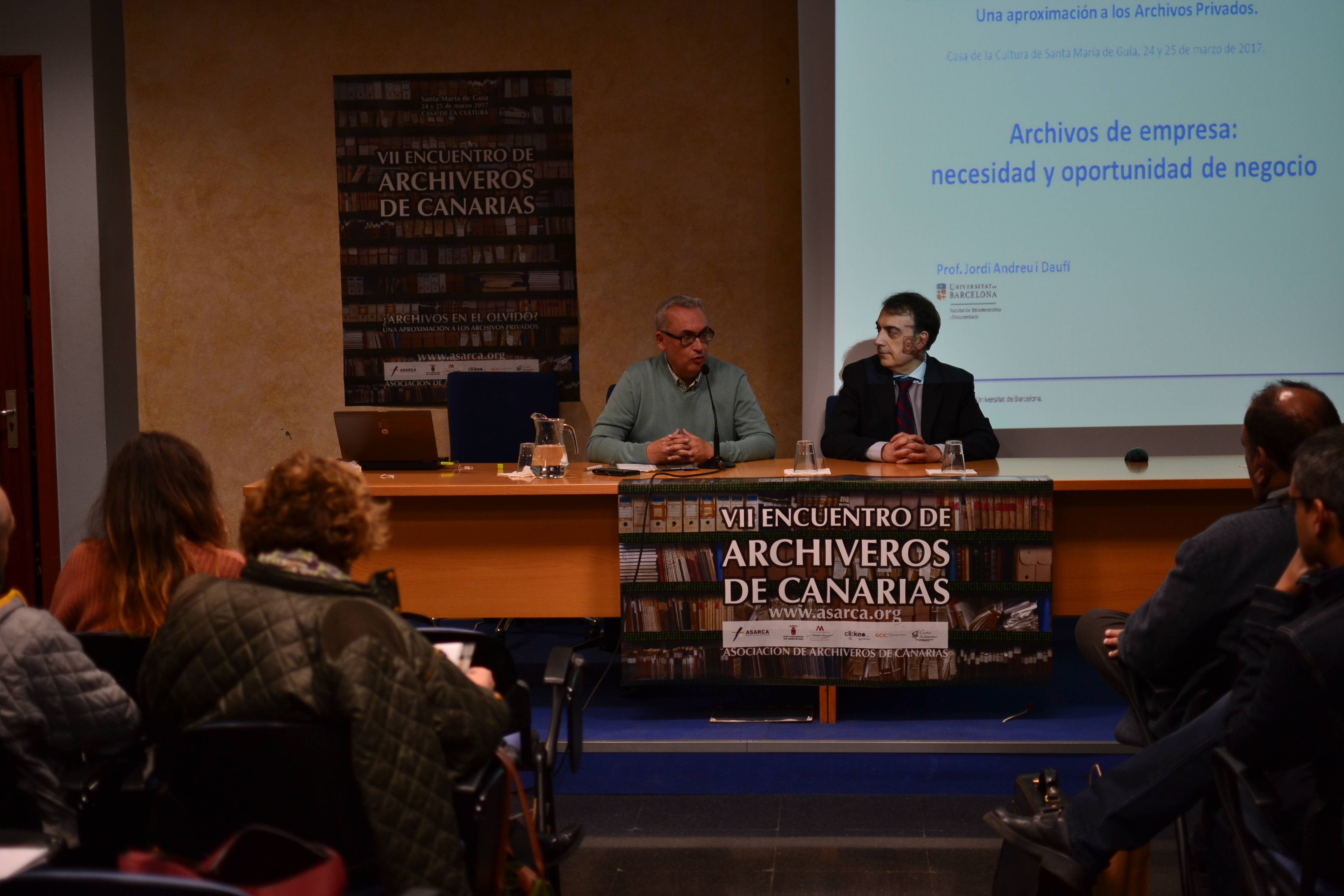
Des archivistes lors d'une rencontre professionnelle.

Si les associations peuvent contenir des groupes de travail sur des problématiques spécifiques rencontrées par certains archivistes, la résolution des questions les plus pointues peut être déléguées à des centres de compétences et de conseils professionnels (normalisation, archivage électronique, archivage audiovisuel, etc.).
La plupart de ces organisations organisent des formations continues ou des journées d'études et publient des périodiques, manuels, recommandations, bonnes pratiques, etc. pour faire partager leur savoir.

## Image sociale de l'archiviste

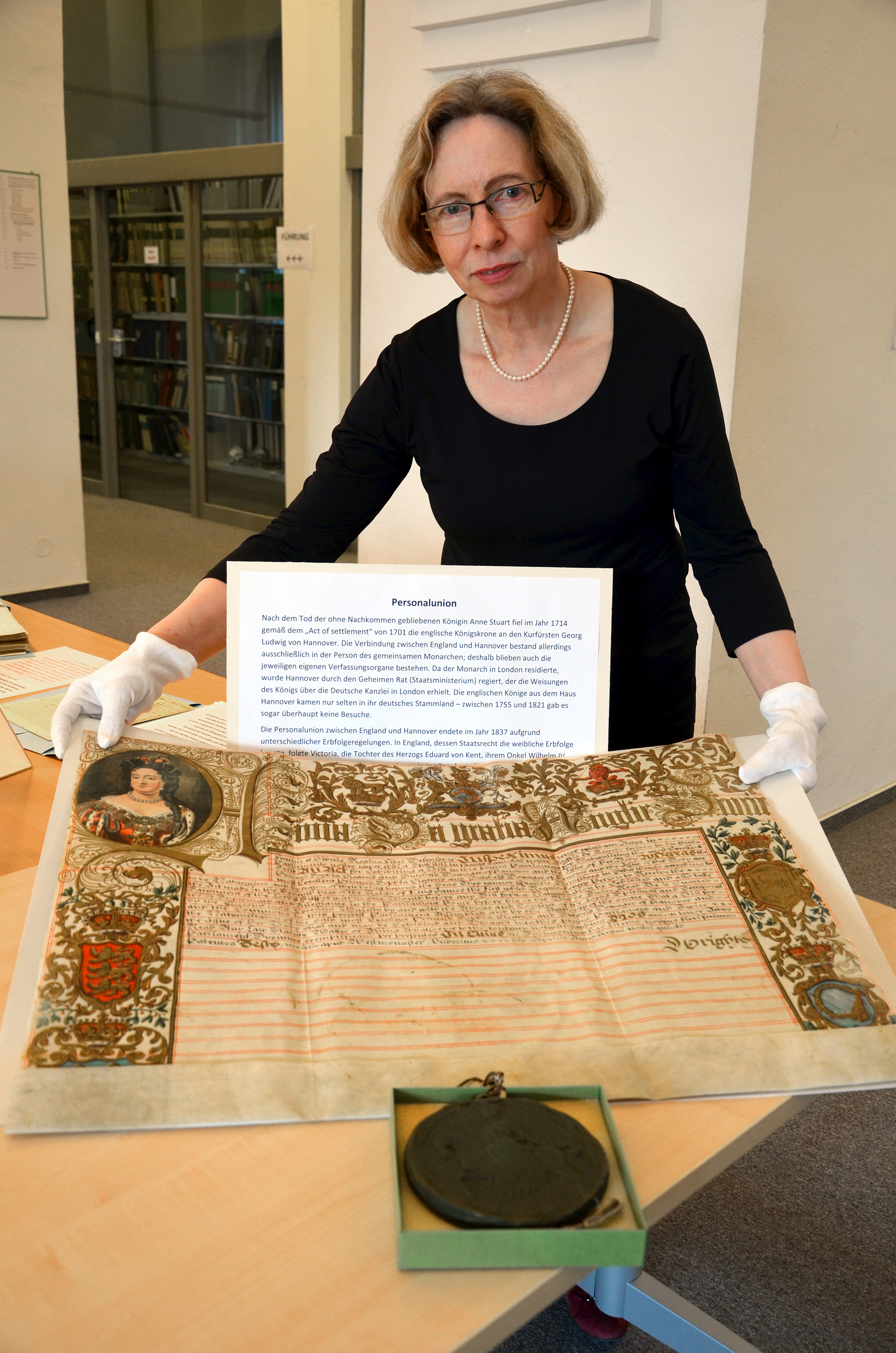
Présentation par la directrice du Hauptstaatsarchiv Hannover lors de la Journée des archives 2014.

Souvent discrète, la profession d'archiviste est l'objet de nombreux stéréotypes dans lesquels les archivistes professionnels ne se reconnaissent pas ou peu,. C'est pourquoi ils essaient aussi de communiquer sur leur travail lors d'événements particuliers.

### L'«homme mystérieux»
L'archiviste est souvent associé à la poussière, aux caves obscures et aux mystères cachés. Il est aussi confondu avec le bibliothécaire. Louise Gagnon-Arguin évoquait l'image sociale de l'archiviste dans son livre intitulé L'archivistique.Son histoire, ses acteurs depuis 1960.
Dans leur étude sur le stéréotype de l'archiviste au cinéma, Aldred, Burr et Park relèvent que l'archiviste est généralement un homme entre deux âges, portant un costume de tweed et parfois des lunettes, fumant la pipe et utilisant un parapluie comme canne, bref, tout le portrait d’un être cultivé, assis toute la journée et plongé dans les annales de l'histoire, travaillant à la lueur des chandelles à la recherche de quelque mystère ancien.
Quelques archivistes de fiction répondent à ce stéréotype, par exemple Isidore Louis, chargé de recherches à l'Institut central des archives, sous-section des mythes et légendes, dans L'Archiviste (album hors-série des Cités obscures illustré par François Schuiten, scénario de Benoît Peeters, 1987), ou Monsieur José, un obscur préposé aux écritures d'un Conservatoire général de l'État civil dans Tous les noms (Todos os nomes, 1997), roman de José Saramago.

### Le «fonctionnaire»

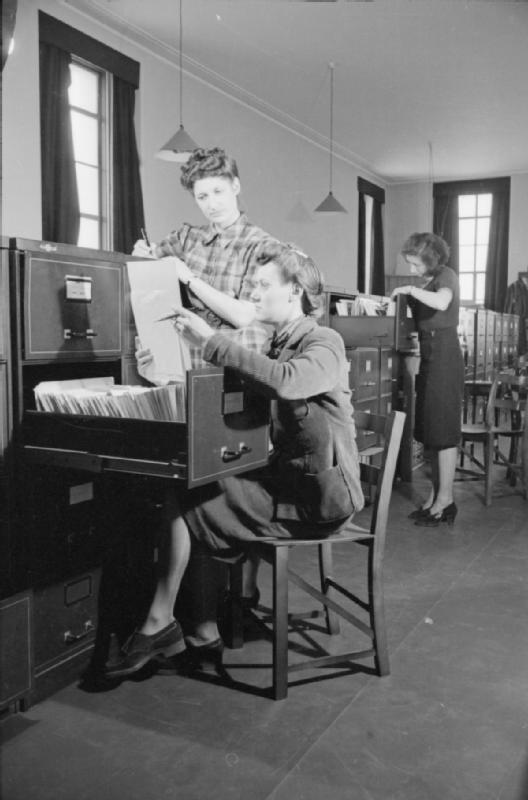
Mme Day travaille comme "employée de bureau dans une organisation en temps de guerre" et le classement occupe la majeure partie de son temps.

Plus généralement, l'archiviste est vu comme un fonctionnaire public et le maillon d'une grande machine bureaucratique, parfois infernale, à l'image de Winston Smith, fonctionnaire au Ministère de la Vérité, dans le roman 1984 (Nineteen Eighty-Four) de George Orwell, dont le travail consiste à remanier les archives historiques afin de faire correspondre le passé à la version officielle du Parti.
Enfin, de nombreux personnages évoquent le travail des archives, sans en faire mention directement. Ainsi Gaston Lagaffe, employé au Journal de Spirou dès 1957 créé par André Franquin, n'est pas à proprement parler un archiviste, mais il est représentatif des préposés que les administrateurs choisissent souvent pour leurs archives. Stagiaire ou homme à tout faire de la rédaction, Gaston est notamment chargé de la documentation et à ce titre invente des systèmes de classement tous plus ingénieux les uns que les autres : cactus de rangement, dossiers pendus par des élastiques, labyrinthe avec de la documentation, pouf rempli de courrier en retard, etc.

### Le «tout-puissant»
À l'inverse, les jeux (vidéo et autres) présentent des personnages d'archivistes que la connaissance des secrets rendent tout puissant, à l'instar de Varro Tigurius, maître archiviste des Ultramarines, l'un des plus puissants psykers de la galaxie, dans Warhammer 40.000 ou de l'archiviste dans le jeu Diablo III :

« Mais toute la puissance de ces héros [les sorciers de Caldeum] pâlit en comparaison des pouvoirs détenus par les archivistes d'Ouestmarche, ces braves qui partent au combat en brandissant bien haut le tome et la plume, revêtus pour toute armure non pas de lourde plaque ensorcelée ou de maille, mais du savoir des générations passées. Les archivistes ne combattent pas seulement pour garantir notre avenir, mais également pour sauvegarder notre passé. »

— Blizzard Entertainment, 2010

### Les réalités

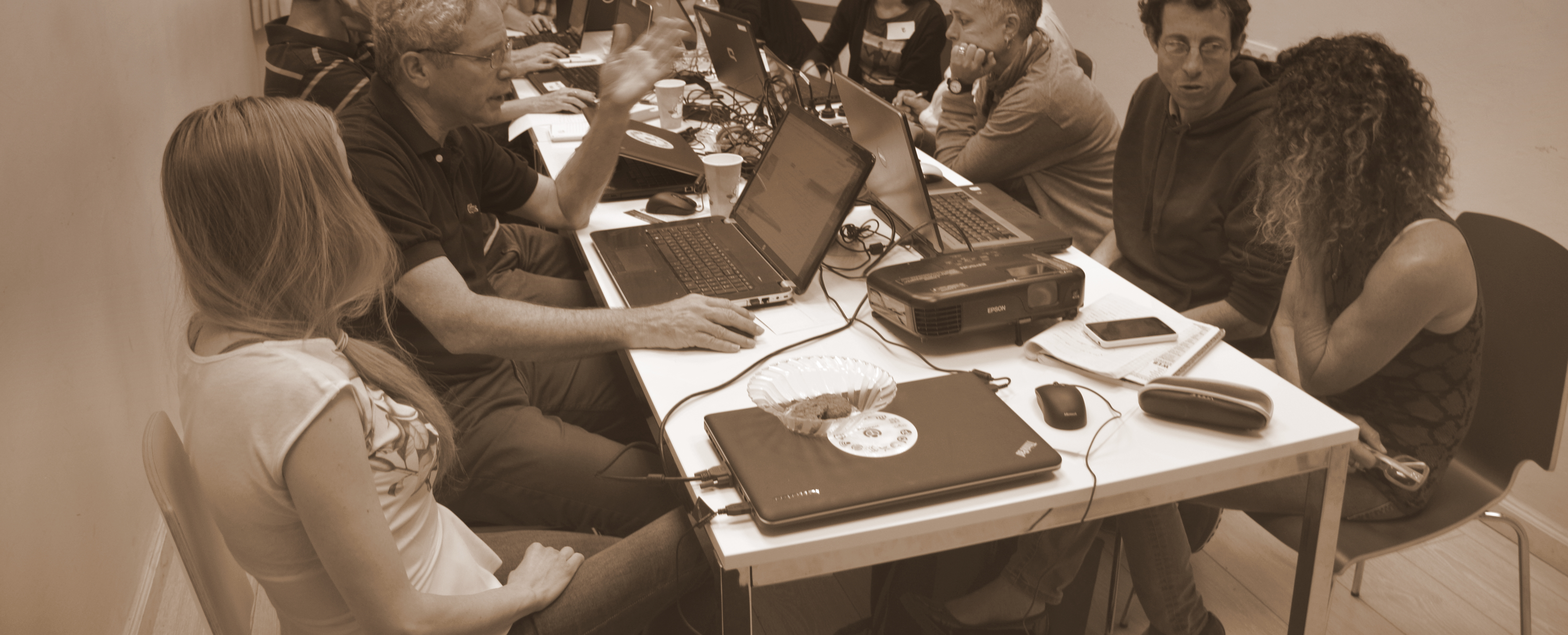
Archivistes se formant sur des projets Wikimedia en 2015.

Ces images de la profession ne reflètent naturellement pas toute la diversité des profils d'archivistes : nombreuses femmes et nombreux jeunes, intéressés à l'histoire ou aux nouvelles technologies, travaillant dans des institutions publiques ou privées, spécialistes de supports d'information très variés (papier, électronique, audiovisuel, etc.).
Chaque année, lors de la journée internationale des archives le 9 juin, soutenue par le Conseil international des archives et de nombreuses institutions autour du monde, les archivistes ont l'occasion de communiquer sur leur profession et sur l'importance du patrimoine qu'ils gèrent. En 2015, les Archives cantonales vaudoises ont réalisé une exposition sur le métier d'archiviste intitulée « Mix & Remix croque l'archivage électronique ». Il existe également une journée mondiale du patrimoine audiovisuel le 27 octobre plus axée sur les archives audiovisuelles.

## Figures tutélaires
Les archivistes se reconnaissent dans une figure de la mythologie romaine, la divinité Janus aux deux visages : l'un tourné vers le passé, l'autre vers l'avenir. Le logo du Conseil international des archives représente d'ailleurs les deux faces de Janus.
Dans la mythologie indienne, Ganesh est considéré comme le gardien[réf. nécessaire].
En revanche, aucun saint patron n'est officiellement reconnu pour les archivistes : on renvoie souvent aux saints patrons des bibliothécaires, notamment Jérôme de Stridon (patron des traducteurs), Laurent de Rome, ou Catherine d'Alexandrie (patronne des généalogistes), mais des archivistes peuvent aussi se référer à Joseph (en tant que gardien des trésors les plus précieux de Dieu), Damase Ier (pape qui a doté l'Église d'un service d'archives (scrinium et chartarium) pour conserver les décisions romaines et les actes synodaux) ou Charles Borromée (qui a adopté des instructions spéciales pour la bonne conservation des archives ecclésiastiques). Enfin, Raymond de Penyafort est considéré comme le patron des avocats, des spécialistes de droit canon et des archivistes médicaux et on trouve une prière à saint Martin.

#### Livres
- Evelyne Vandevoorde (éd.), La formation des archivistes : pour relever les défis de la société de l'information, Actes de la 5e Journée des Archives, Louvain-la-Neuve, Academia Bruylant et Université catholique de Louvain-la-Neuve, 2006, 265 p. (ISBN 978-2-87209-841-5, BNF 40234189)
- (es) José Ramón Cruz Mundet, Qué es un archivero, Gijón, Ediciones Trea, 2009, 110 p. (ISBN 978-84-9704-456-1)
- Textes de Jacques Grimard, recueillis par Yvon Lemay et Louise Gagnon-Arguin, L'archiviste : constructeur, gardien et communicateur : Mélanges en hommage à Jacques Grimard (1947-2007), Presses de l'université du Québec, coll. « Gestion de l'information », 2009, 420 p. (ISBN 978-2-7605-1604-5)
- Paul Servais (éd.) et Françoise Mirguet (éd.), Archivistes en 2030, Réflexions prospectives, Louvain-la-Neuve, Academia Bruylant et Université catholique de Louvain-la-Neuve, 2015, 427 p. (ISBN 978-2-8061-0214-0, BNF 44269183, lire en ligne)

#### Articles
- (en) LeRoy DePuy, « Archivists and Records Managers—A Partnership », The American Archivist, no 23,‎ janvier 1960, p. 49-55 (lire en ligne [PDF])
- (en) Edward Higgs, « From medieval erudition to information management : the evolution of the archival profession », Archivum, no XLIII,‎ 1997, p. 136-144 (ISSN 0066-6793)
- Barbara Roth-Lochner, François Burgy et Didier Grange, « Le métier d'archiviste à la croisée des chemins : un métier en évolution », Archives en Suisse I : Fonctions / Usages / Le métier d'archiviste / Perspectives,‎ 1997 (lire en ligne)
- « La déontologie des archivistes : Actes de la journée d'étude de l'Association des archivistes français, Paris, 31 janvier 1992 », dans La Gazette des Archives, Paris, no 157, 2e trimestre 1992, p. 77-133.
- (en) Sharon Wolff, « People of the Stacks : 'The Archivist' Character in Fiction », disClosure: A Journal of Social Theory, vol. 27,‎ juillet 2018 (lire en ligne).
- Sonia Dollinger, « L’archiviste de fiction est-il l’amiral du placard à balai ? », arbido,‎ juin 2020 (lire en ligne)
- Tania Aldred, Gordon Burr,  Eun G. Park, "Crossing a librarian with an historian. The Image of archivists in film",  Archivaria, n°66, 2008, p.57-93.(lire en ligne)